# Beaverton (Oregon)
Beaverton je město v USA. Leží v údolí řeky Tualatin v okrese Washington County v severním Oregonu, jen pár kilometrů západně od Portlandu. Podle sčítání z roku 2010 v Beavertonu žilo 89 803 obyvatel, což z něj činilo druhé největší město okresu a šesté největší v Oregonu.
Beaverton je jedním z ekonomických center okresu Washington: sídlí zde mj. Reser's Fine Foods a Nike. V roce 2010 jej časopis Money zařadil do žebříčku „100 nejlepších míst k životu“.

## Původ názvu
Ta část údolí Tualatin, kde leží dnešní Beaverton, byla původně domovem indiánského kmene Atfalati, jehož jméno bylo osadníky zkomoleno na Tualatin. Jejich počty však v 18. století výrazně poklesly a dříve prosperující kmen tak již nebyl v 19. století, kdy dorazili první osadníci, v této oblasti dominantní.
Jméno města pak podle Oregon Geographic Names odkazuje na množství bobřích hrází, jež se v okolí nacházely.

## Partnerská města
- Birobidžan, Rusko (1990)
- Cluses, Francie (1999)
- Čchonan, Jižní Korea (1989)
- Gotenba, Japonsko (1987)
- Sin-ču, Tchaj-wan (1988)
- Trossingen, Německo (1993)